# Jan De Smet

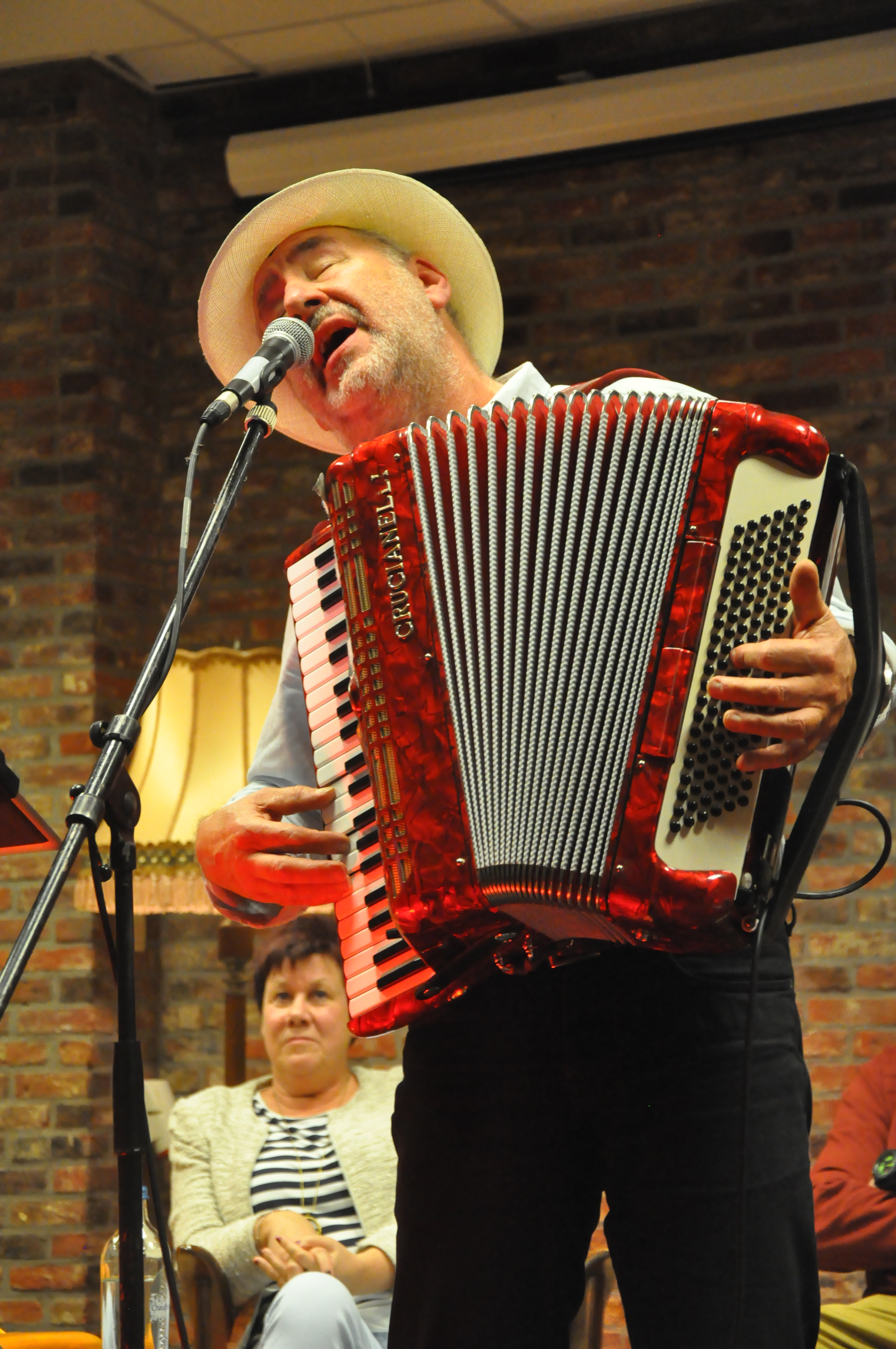
Jan De Smet in zaal Forum in Duffel op 9 november 2017.

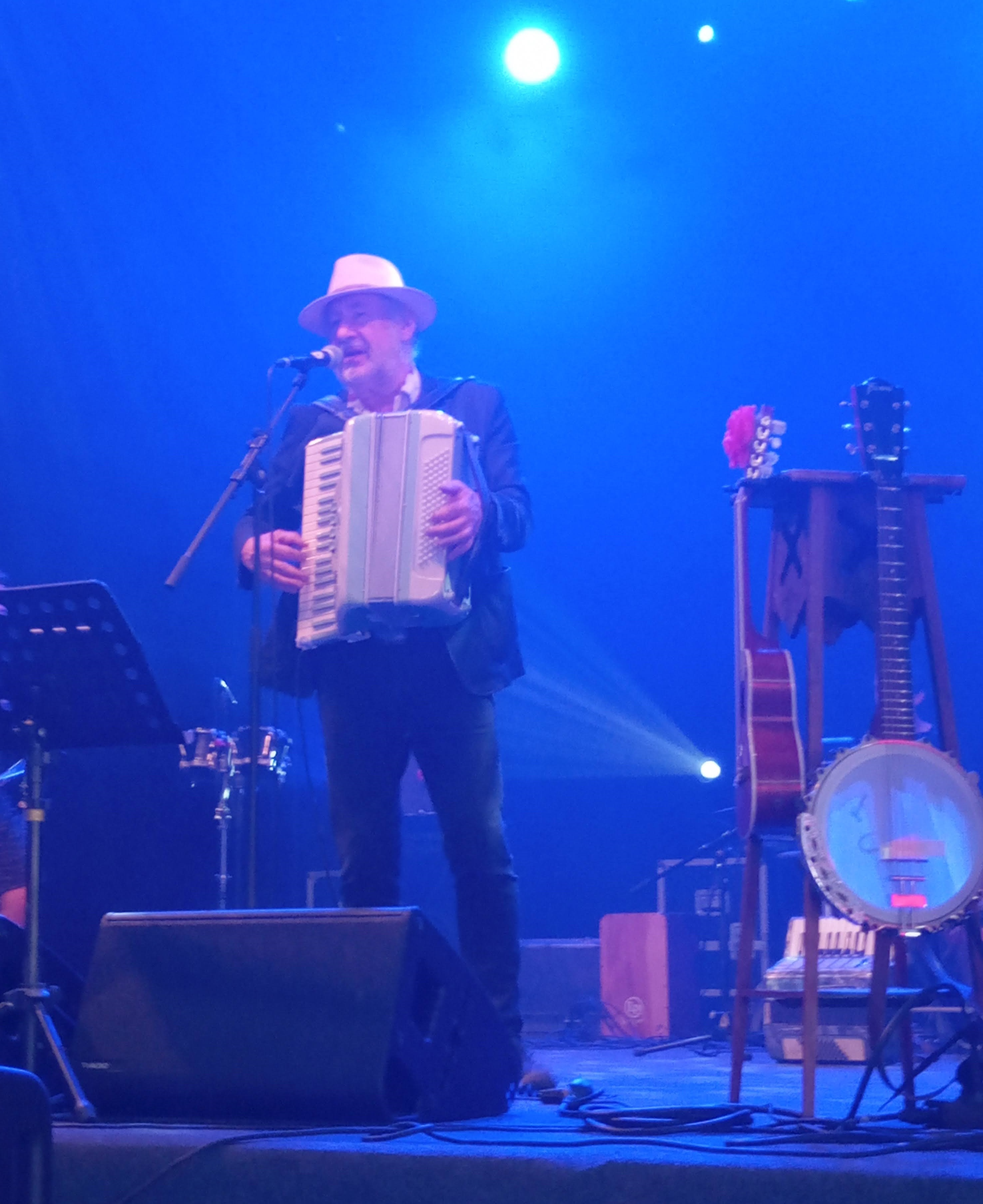
Jan De Smet op Labadoux (2022)

Jan Alfons Constantijn De Smet (Duffel, 13 april 1953) is een Vlaams musicus, zanger, accordeonist, ukelelespeler en componist. Hij is vooral bekend als gezicht van de groep De Nieuwe Snaar.

## Biografie
De Smet werkte tweemaal samen met Marc de Bel onder de vlag van Behoud de Begeerte. In 1997 met het programma Geletterde Mensen 10 en in 2004 met de voorstelling JAMAJAMA.   
Op Radio 2 van de VRT leverde De Smet bijdragen voor Radio Robinson, Het Genootschap, op Studio Brussel voor Brieven uit de Wereld en Het Ministerie van Miserie, en op Radio 1 voor Het Vermoeden, Neem Je Tijd, Het Vrije Westen, en De Nieuwe Wereld. Klara wijdde op 1 april 1999 een programma van twee uur aan zijn Kierewiete Muziekarchief.
De Smet staat ook bekend als een groot verzamelaar van platen en cd's, meer bepaald muzikale curiosa en (al dan wel of niet doelbewust) humoristische muziek. Hij is een grote fan van Spike Jones en Drs. P. De Smet is ook een expert op vlak van instrumenten. Staaltjes uit zijn muziekcollectie worden regelmatig gebruikt voor radioprogramma's en hij houdt er regelmatig ook interviews en lezingen over.
Tekstbijdragen van De Smet werden gepubliceerd in Knack, Teek en Ché. In 2007 presenteerde Jan De Smet wekelijks een rubriek in De laatste show over opmerkelijke performers.
In 2014 toert hij, samen met Lucas Van den Eynde, Barbara Dex en Nele Goossens, door Vlaanderen met het programma Kleinkunsteiland. In datzelfde jaar werd hij aangeduid als gastprogrammator voor de veertigste editie van Festival Dranouter.
Samen met Bert Blommen bracht hij in 2019 de theatershow 'Plaatjes Uit De Kringwinkel'.
Ook in 2019 toerde hij met Smartschade, samen met Lien Van de Kelder, Mauro Pawlowski, Wouter Berlaen, Ad Cominotto en Stoy Stoffelen. De toer startte op 18 februari in Cinema Plaza in Duffel.
Zijn zoon Bert De Smet is tevens ook zanger, muzikant en acteur.